# Latouchia fossoria
Latouchia fossoria är en spindelart som beskrevs av Pocock 1901. Latouchia fossoria ingår i släktet Latouchia och familjen Ctenizidae. Inga underarter finns listade i Catalogue of Life.